# Elizabeth Hawkins-Whitshed

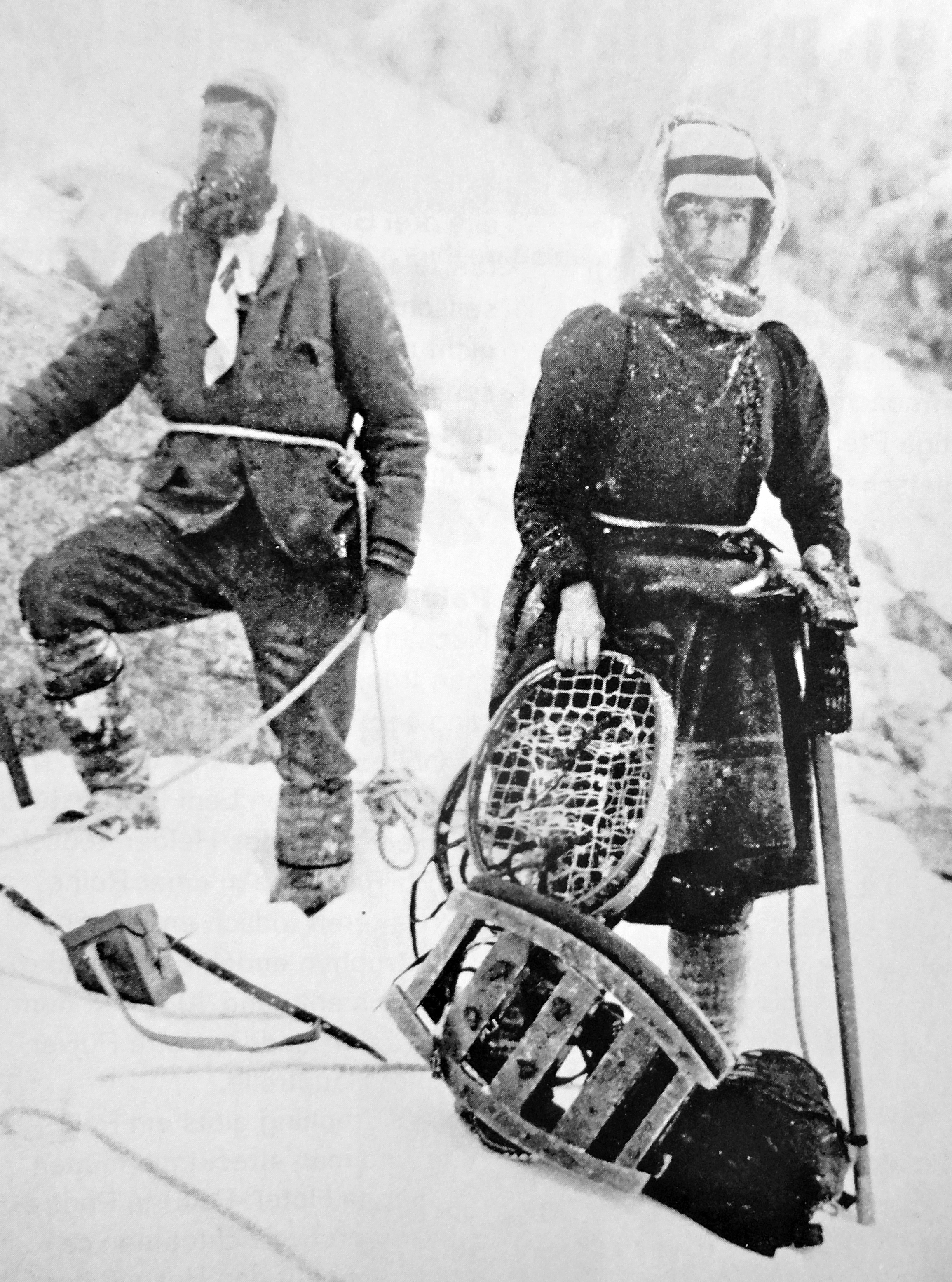
Elizabeth Hawkins-Whitshed na vrcholu Piz Morteratsch

Elizabeth Hawkins-Whitshed (26. června 1860 v Dublinu – 27. července 1934) byla spisovatelka, fotografka a horolezekyně ve Velké Británii.

## Životopis
V roce 1907 byla Elizabeth Hawkins-Whitshed první prezidentkou Dámského alpského klubu a dosáhla zhruba dvaceti prvenství v horolezectví. Pod pseudonymem Mrs Aubrey Le Blond napsala sedm knih o horolezectví.

## Vybraná díla
- The high Alps in winter, or mountaineering in search of health – publikováno v roce 1883 [2][3]
- Mountaineering in the Land of the Midnight Sun
- Adventures on the Roof of the World
- True Tales of Mountain Adventure: For non-climbers Young and Old
- My Home in the Alps
- High Life of Towers and Silence
- Charlotte Sophie, Countess Bentick: Her Life and times, 1715–1800
- The Old Gardens of Italy How to Visit them
- Day In, Day Out

## Galerie

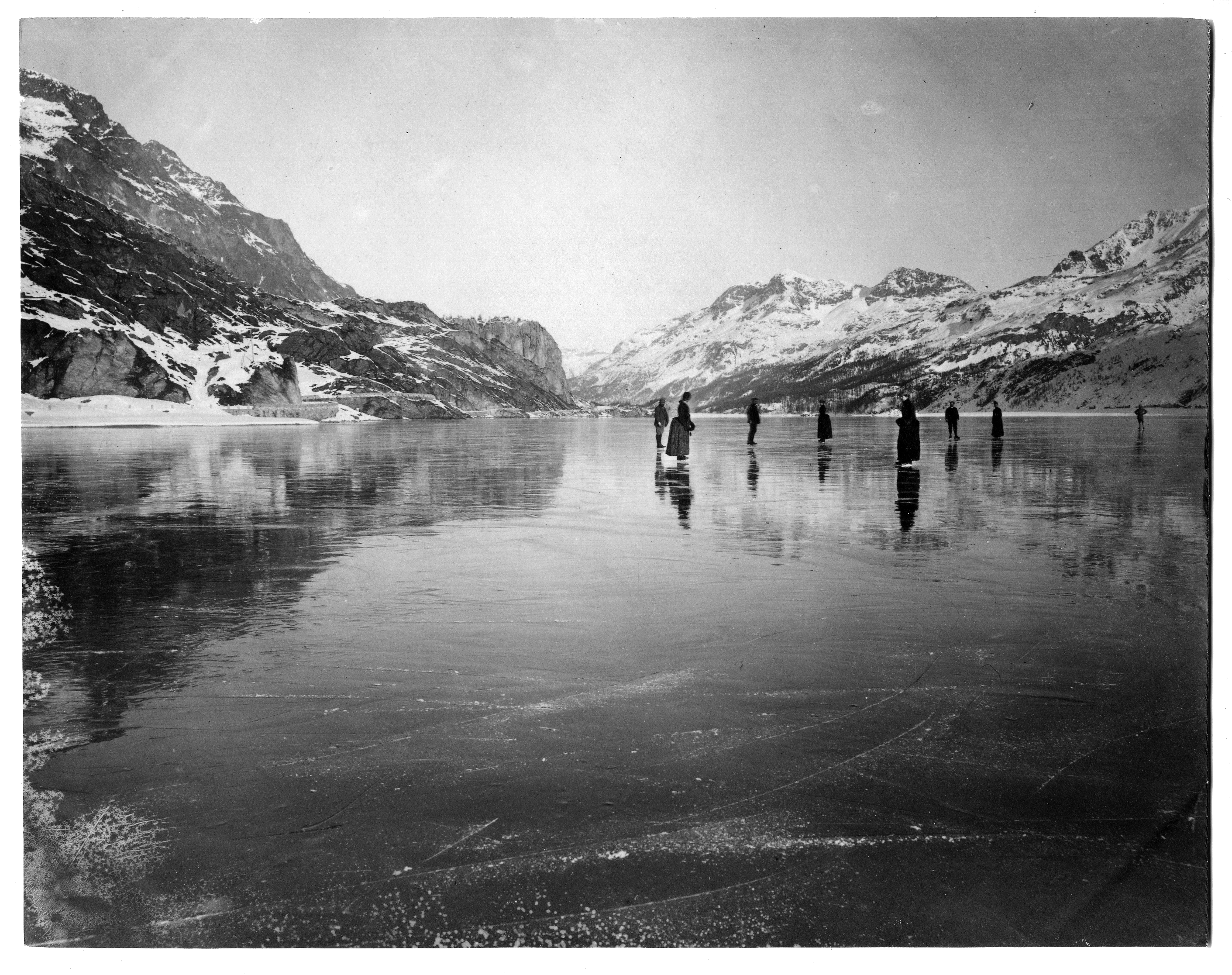
Elizabeth Main Skating on the lake of Sils
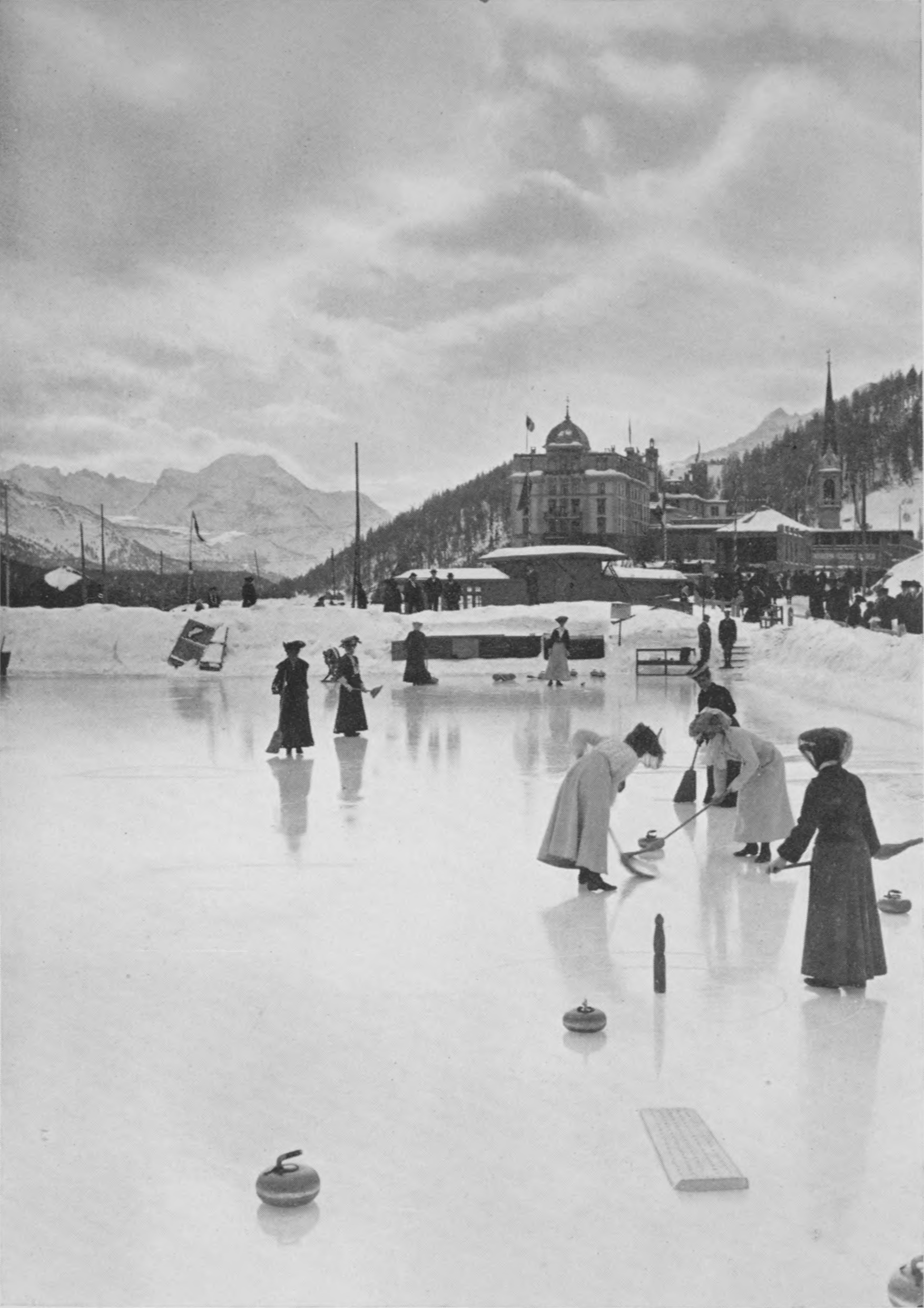
Wintersports in sw 00 bensuoft